# Tivoli (New York)
Tivoli ist ein Village im Dutchess County im US-Bundesstaat New York. Im Jahr 2010 hatte der Ort 1118 Einwohner. Das Village wurde 1872 aus Teilen von Upper Red Hook Landing und Madalin inkorporiert und liegt im Nordwesten der Town of Red Hook. Es ist damit die nördlichste Siedlung im County und gehört zur Metropolitan Statistical Area Poughkeepsie-Newburgh-Middletown. Der Ort liegt vollständig innerhalb des Hudson River Historic Districts, einer National Historic Landmark.

## Geschichte
Die Region war Bestandteil des Schuyler Patents, mit dem 1788 einige der Towns und Villages im heutigen Dutchess County und der Region um Poughkeepsie festgelegt wurden. Tivoli ging aus zwei früheren Siedlungen, Upper Red Hook Landing und Madalin hervor, die 1872 zum Village of Tivoli zusammengefasst wurden. Eleanor Roosevelt wohnte in den 1890er Jahren in Tivoli.

## Geographie
Nach den Angaben des United States Census Bureaus hat Tivoli eine Fläche von 4,2 km², wovon 4,2 km² auf Land und weniger als 0,1 km² auf Gewässer entfallen.
Die Gemarkung des Ortes wird von zwei Hauptstraßen durchquert. County Route 78 (CR 78) – die frühere New York State Route 402 – bildet den Broadway und endet am Hudson River, wo früher eine Fähre nach Saugerties im Ulster County ablegte. New York State Route 9G führt an der Grenze des Villages entlang und kreuzt sich mit CR 78.

## Verwaltung
Die Ortsverwaltung obliegt fünf gewählten Amtsträgern, die in der Watts De Peyster Fireman’s Hall zu ihren Sitzungen zusammentreffen. Sie besteht aus dem Bürgermeister, einem Stellvertreter sowie drei Beigeordneten.

## Demographie
Zum Zeitpunkt des United States Census 2000 bewohnten Tivoli 1163 Personen. Die Bevölkerungsdichte betrug 255,1 Personen pro km². Es gab 531 Wohneinheiten, durchschnittlich 116,5 pro km². Die Bevölkerung Tivolis bestand zu 95,70 % aus Weißen, 0,43 % Schwarzen oder African American, 0,17 % Native American, 0,95 % Asian, 0,00 % Pacific Islander, 0,69 % gaben an, anderen Rassen anzugehören und 2,06 % nannten zwei oder mehr Rassen. 2,92 % der Bevölkerung erklärten, Hispanos oder Latinos jeglicher Rasse zu sein.
Die Bewohner Tivolis verteilten sich auf 487 Haushalte, von denen in 30,0 % Kinder unter 18 Jahren lebten. 40,7 % der Haushalte stellten Verheiratete, 9,4 % hatten einen weiblichen Haushaltsvorstand ohne Ehemann und 46,4 % bildeten keine Familien. 31,4 % der Haushalte bestanden aus Einzelpersonen und in 8,0 % aller Haushalte lebte jemand im Alter von 65 Jahren oder mehr alleine. Die durchschnittliche Haushaltsgröße betrug 2,38 und die durchschnittliche Familiengröße 3,10 Personen.
Die Bevölkerung verteilte sich auf 23,8 % Minderjährige, 16,8 % 18–24-Jährige, 28,7 % 25–44-Jährige, 20,5 % 45–64-Jährige und 10,2 % im Alter von 65 Jahren oder mehr. Das Durchschnittsalter betrug 34 Jahre. Auf jeweils 100 Frauen entfielen 84,6 Männer. Bei den über 18-Jährigen entfielen auf 100 Frauen 79,4 Männer.
Das mittlere Haushaltseinkommen in Tivoli betrug 40.536 US-Dollar und das mittlere Familieneinkommen erreichte die Höhe von 53.393 US-Dollar. Das Durchschnittseinkommen der Männer betrug 41.375 US-Dollar, gegenüber 26.000 US-Dollar bei den Frauen. Das Pro-Kopf-Einkommen belief sich auf 20.478 US-Dollar. 17,5 % der Bevölkerung und 6,2 % der Familien hatten ein Einkommen unterhalb der Armutsgrenze, davon waren 11,9 % der Minderjährigen und 3,8 % der Altersgruppe 65 Jahre und mehr betroffen.

## Persönlichkeiten
- Marc Molinaro (* 1975); Politiker, von 1995 bis 2001 Bürgermeister der Gemeinde